# Totentäli
Das Totentäli ist ein Tal in Winterthur. Es liegt im Waldgebiet nördlich des Ebnet zwischen den Hügeln Büechlibuck, der Burgruine Alt-Wülflingen und dem Schlossberg. Es beginnt im Norden beim Tössrain und endet gegen Süden beim Schlosstal.

## Geographie
Das zum Quartier Neuburg gehörende Tal liegt zwischen der Burgstelle Hoh-Wülflingen und den Hügeln Büechlibuck/Alt-Wülflingen/Schlossberg auf rund 485 m ü. M. Es verläuft ungefähr parallel zum Schlosstal. Es handelt sich um eine eiszeitliche Schmelzwasserrinne, die während der maximalen Ausdehnung des Rhein-Bodensee-Gletschers in der Würmeiszeit entstand. Das Gebiet weist auf engem Raum typische Merkmale des Gletschervorstosses und -rückzugs auf wie Drumlins, Toteislöcher und Sölle.
Das Gebiet ist als Schmelzwasserrinne Dättnau-Pfungen beziehungsweise Schmelzwasserrinne Alt-Wülflingen im Natur- und Landschaftsinventar des Kantons Zürich eingetragen.

## Schutzgebiete
Zwischen den beiden bewaldeten Hängen liegt eine Waldlichtung mit einer grossen Feuchtwiese, in der bereits 1971 und 1973 von der Stadtforstverwaltung erste künstliche Tümpel angelegt wurden für Amphibien. Die neuen Weiher wurden schnell und überraschend gut von zahlreichen Amphibienarten als Lebensraum angenommen. Als Amphibienlaichgebiet von Nationaler Bedeutung ist eine Fläche von 10,48 Hektar (davon rund 10 % Kernzone) seit 2001 geschützt und als Objekt der IUCN-Kategorie IV in der Weltdatenbank geschützter Gebiete registriert.
Teile des Tals werden als Waldreservat Schuppentännli seit vielen Jahren nicht mehr forstlich bewirtschaftet und sind wegen des vielen stehenden und liegenden Totholzes ökologisch wertvoll. An den Südhängen des Tals befinden sich lichte Wälder mit trockenen, mageren Böden.
Die Gebiete wurden 2022 durch die Stadt Winterthur zum Biodiversitätsgebiet Totentäli verknüpft, welches mit 54 Hektaren das grösste zusammenhängende der Stadt ist. Dazu wurde die durch das Tal führende Kaspar-Weinmann-Strasse (benannt nach dem zweiten Stadtforstmeister Kaspar Weinmann) zurückgebaut und durch einen 400 Meter langen Holzsteg ersetzt. Ebenfalls wurden drei weitere Amphibientümpel angelegt, der Bach revitalisiert und die Durchmischung des Waldes gefördert.

## Flora und Fauna
Durch die Mischung aus trockenen und feuchten Wald- und Wiesengebieten bietet das Totentäli Lebensraum für eine Vielzahl von seltenen Tier- und Pflanzenarten. Durch das Anlegen künstlicher Amphibientümpel konnten sich mit der Zeit Populationen von mehreren gefährdeten Amphibienarten etablieren, besonders von der Geburtshelferkröte und des Kammmolchs. Am Westende des Totentäli findet sich eine aussergewöhnliche Häufung von Pimpernusssträuchern.